# Hyuna
Kim Hyun-ah (født 6. juni 1992 i Seoul, Sydkorea), bedre kendt som Hyuna er en sydkoreansk sanger, danser, sangskriver og model.
Hun udgav sit første album Bubble Pop! i 2011. I 2012 optrådte hun i Psys verdensomspændende hit "Gangnam Style".